# José Carlos Ligiéro
José Carlos Ligiéro (Comendador Venâncio, Itaperuna, 1930 — 13 de setembro de 2017) foi um compositor, regente, professor e fotógrafo brasileiro.

## Biografia
José Carlos Ligiéro passou sua infância em Comendador Venâncio, distrito do município de Itaperuna. Tinha ascendência familiar nos descendentes de colonos italianos que imigraram para a região; seu avô Giovane Francesco era músico.
Teve suas primeiras aulas com o maestro e professor Orlando Tupini que havia se mudado para a localidade de Comendador Venâncio. Posteriormente Ligiéro teria aulas na vizinha localidade de Laje do Muriaé, com Nicolino Mazzinne.
Em 1945, aos 14 anos de idade, sai da zona rural e muda-se para a área urbana da cidade de Itaperuna, e aí entra na Banda 19 de Março. A partir de 1947 participou por três anos da banda de baile “Ases da Melodia”, que também se apresentava na Rádio Itaperuna. Em 1950, junto com maestro “Chiquito”, criou a “Itaperuna Orquestra”. Em 1953 casa-se com Irani Ligiéro.
Em 1956, com a banda da escola da Congregação Salesiana de Niterói, Ligiéro conquista um prêmio na Suíça com um de seus arranjos. Em 1959 cria a Sociedade Musical Itaperunese,  onde além de reger ensinava também música. Formou vários corais nas regiões do Norte e no Noroeste Fluminense e na Zona da Mata Mineira
Como fotógrafo, na Sala Cecília Meireles, no Rio de Janeiro, em 1977 expôs suas obras fotográficas dedicadas a retratar a natureza.
Ligiéro compôs mais de 900 obras musicais; em 1989 uma desta foi escolhida para ser executada pela Orquestra Sinfônica do Rio de Janeiro durante as comemorações pelo Centenário da Proclamação da República, no Palácio do Catete, no Rio de Janeiro. Também participou da Rádio MEC, regendo a Sociedade Musical Itaperunense, em programação da emissora.
O acervo do maestro José Carlos Ligiéro encontra-se na cidade de Campos dos Goytacazes sob a guarda do Centro de Memória do Instituto Federal Fluminense ‘campus’ Campos-Guarus.